# جو واتسون (لاعب كرة قدم)
جو واتسون (بالإنجليزية: Joe Watson)‏ (1905 في المملكة المتحدة - ) هو لاعب كرة قدم بريطاني في مركز الظهير. لعب مع دارلينجتون إف سى.